# Ilhéu das Rolas

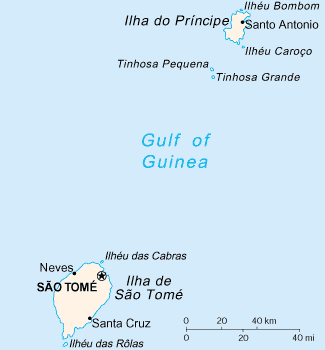
Mapa de Santo Tomé y Príncipe.

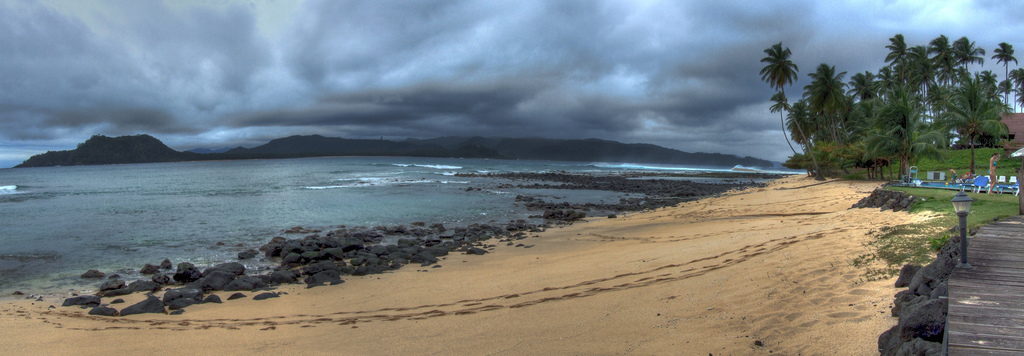
Ilhéu das Rolas.

Ilhéu das Rolas o islote de las Tórtolas es un islote que pertenece al país de Santo Tomé y Príncipe, en el golfo de Guinea, es el tercero en tamaño de todo el país. El islote se encuentra al sur de la costa de la isla de Santo Tomé, a 0° N 6° O. Es conocido por estar sobre la línea ecuatorial, siendo la tierra emergida más próxima al centro geográfico terrestre (la intersección entre la línea ecuatorial y el meridiano de Greenwich). Posee playas, palmeras, un faro y un hotel turístico. Hay una población permanente de solamente 76 personas.

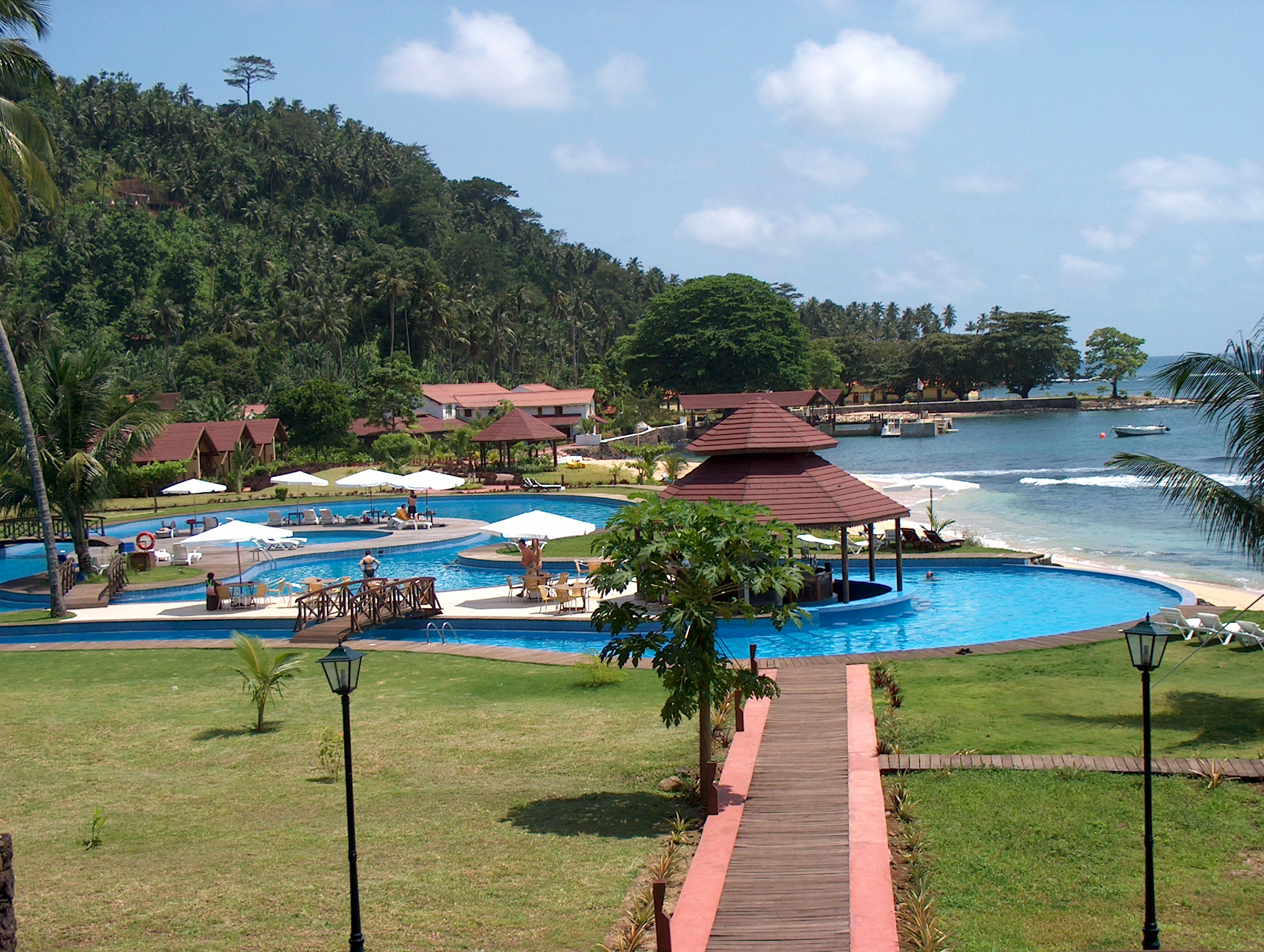
El resort del ilhéu das Rolas.